# Завгородня Тамара Семенівна
Тамара Семенівна Завгородня (* 6 січня 1941, с. Попівка, Полтавська область) — перекладачка, журналістка, громадська діячка. Дружина поета, перекладача, лексикографа Олександра (Олеся) Завгороднього.

## Життєпис
Народилася у селі Попівка Карлівського району Полтавської області. Закінчила Дніпропетровський державний університет (1970). 
Працювала літературним редактором газети «Прапор юності», з 1978 по 2003 рік – редактором дніпропетровських видавництв «Промінь» (з 1992 – «Січ») та «Навчальна книга».  
Активістка Товариства «Просвіта» та Народного Руху України від початку їх становлення в Україні. Членкиня Дніпропетровської обласної організації Союзу українок. Відзначена орденом княгині Ольги III ст. (2009) за громадську діяльність.
Переклала з російської книги: 
- Скальковський А. Історія Нової Січі, або останнього Коша запорозького. – Дніпропетровськ: Січ, 1994.
- Усна оповідь колишнього запорожця, жителя Катеринославської губернії та повіту, села Михайлівки Микити Леонтійовича Коржа / Додаток до кн.: Яворницкий Д.И. История города Екатеринослава. – 2- е вид., доп. – Дніпропетровськ: Січ, 1996. – С. 215 – 277.
- Яворницький Д. Вольності запорозьких козаків. – Дніпропетровськ: Січ, 2002.
- Скальковський А. Історія Нової Січі, або останнього Коша запорозького. – Дніпропетровськ: Січ, 2003.
- Костомаров М. Богдан Хмельницький: Іст. монографія. – Дніпропетровськ: Січ, 2004.
- Мемуари до історії Південної Русі. Вип. 1: XVI ст. / М. Литвин, Б. де Віженер, Л. Горецький, Е. Ляссота. – Дніпропетровськ: Січ, 2005.

За переклад книги Скальковського відзначена дипломом імені Дмитра Яворницького (1994). Книги з автографами  Т. Завгородньої  зберігаються у науковій бібліотеці музею «Літературне Придніпров'я».